# Terra (eletricidade)

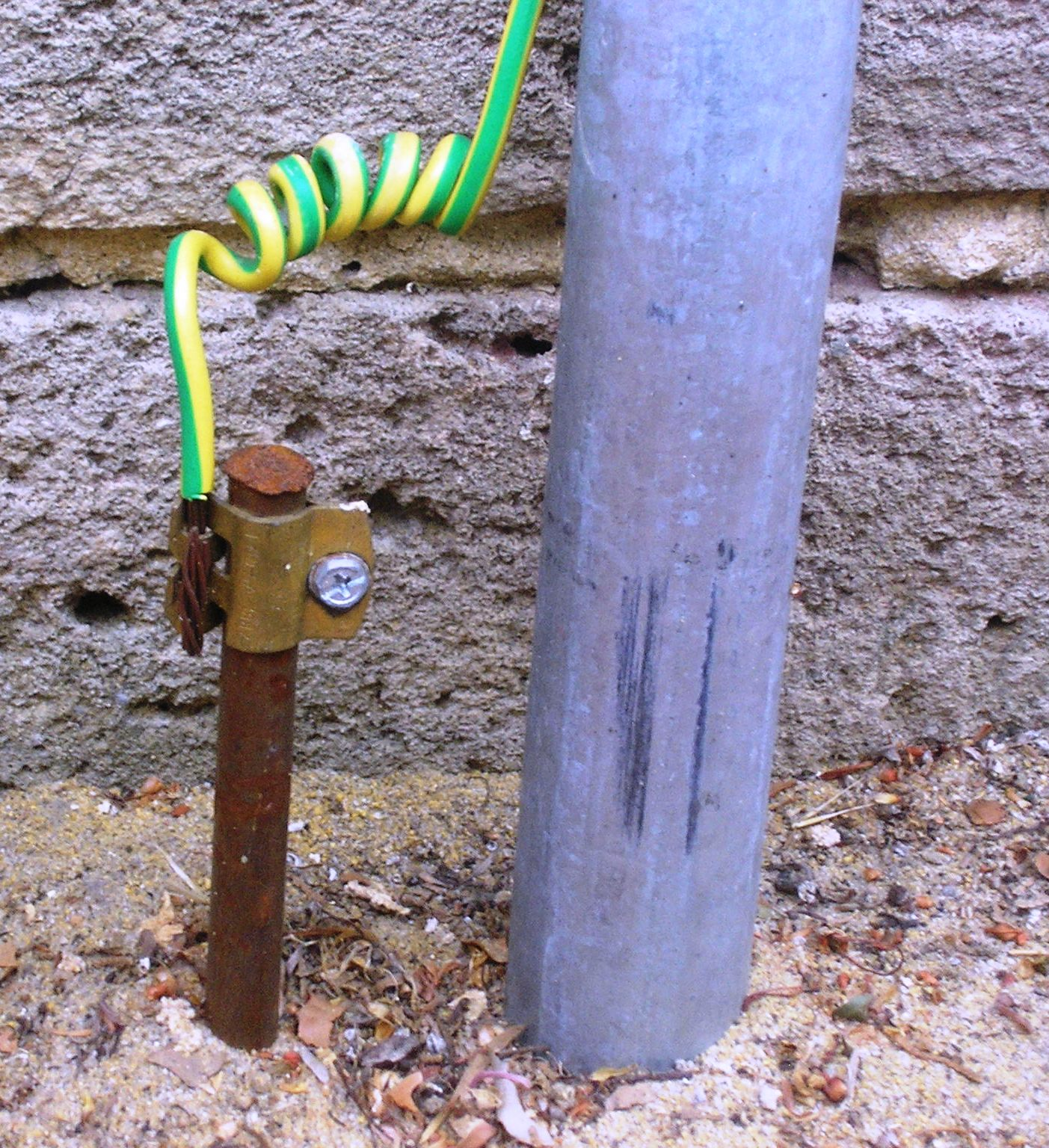
Instalação domiciliar com ligação ao terra.

Terra ou massa são conceitos usados no campo da electricidade como ponto de referência para um potencial elétrico de zero volt. De acordo com o tipo de instalação, esta referência pode conter uma função específica.

## Definição

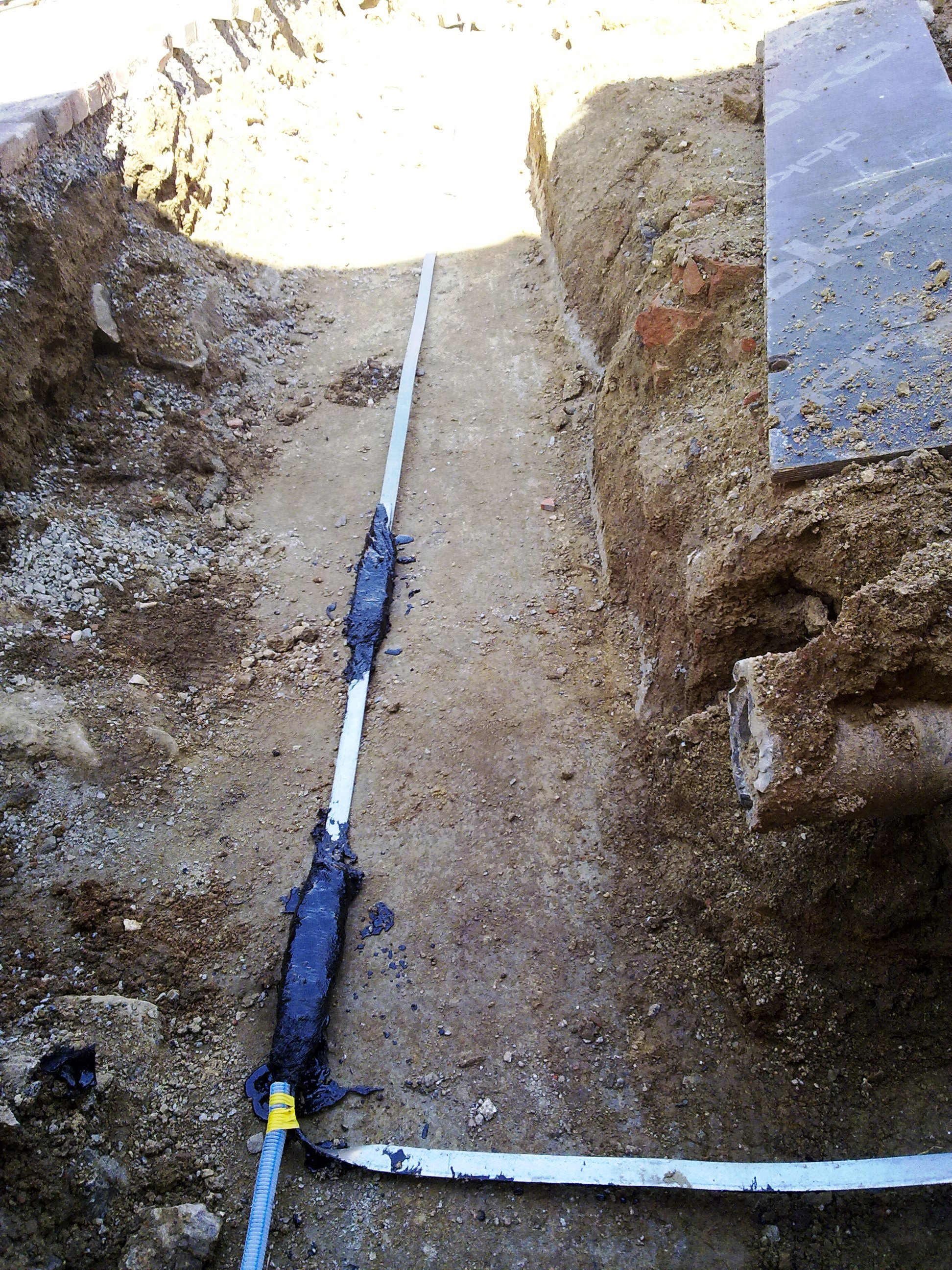

Em Física, uma terra eletrizada  é um item idealizado, capaz de fornecer ou absorver a quantidade de carga elétrica (partículas carregadas) que se fizer(em) necessária(s) à situação sem, entretanto, alterar quaisquer de suas propriedades elétricas, mostrando-se sempre eletricamente neutro ao ambiente que o cerca.
Conforme definido, o terra elétrico (ideal) é um ente utópico pois, pelas Leis do Eletromagnetismo, qualquer corpo inicialmente neutro que venha a adquirir ou perder partículas igualmente carregadas acabará, obrigatoriamente, eletricamente carregado.
Na prática tem-se, entretanto, excelente aproximação para tal ente:  em virtude de seu tamanho, forma e composição, e em acordo com as leis do eletromagnetismo, o planeta Terra mostra-se para a maioria dos casos - para não se dizer em todos - como um excelente terra elétrico, sendo isto verdade em virtude dos seguintes fatores:
- a Terra apresenta dimensões e massa extravagantes quando comparadas às demais dimensões e massas envolvidas nos problemas elétricos em consideração - a exemplo, as dimensões e massa de um laboratório, ou mesmo as de uma tempestade;
- conforme as leis do eletromagnetismo, o equilíbrio eletrostático de cargas em esferas condutoras exige que todas as cargas estejam em sua superfície, formando uma distribuição simétrica de cargas; as cargas permanecem na superfície, sendo este o princípio de funcionamento do Gerador de Van de Graaff;
- em virtude da quantidade de carga envolvida e da extensão da superfície terrestre, a densidade superficial de cargas na superfície da Terra será muito pequena, mesmo nas situações reais onde enormes quantidades de carga são transferidas à Terra em virtude do fenômeno em consideração, o que leva a campos elétricos desprezíveis em sua superfície;
- a carga remanescente em um corpo inicialmente carregado após contato com a Terra é - em praticamente todas as situações - desprezível (nula), pois esta depende da relação de tamanhos (raios) entre o objeto e a Terra (matematicamente visível ao equalizarem-se os potenciais das duas "esferas");
- conforme demonstrado por Isaac Newton para o caso gravitacional - e em consequência para o elétrico, pois ambas as forças obedecem à lei do inverso do quadrado da distância -, distribuições esfericamente simétricas de massa - ou carga - mostram-se para observadores externos à mesma como se toda a massa - ou carga - estivesse concentrada no centro da referida esfera (veja que, em consequência, o raio da Terra é usado no cálculo da aceleração da gravidade em sua superfície ou o raio da esfera carregada no cálculo do potencial eletrostático na superfície desta);
- a Terra tem um raio de aproximadamente 6300 km, de forma que qualquer carga elétrica "aterrada" se mostra para observadores em sua superfície como se as mesmas estivessem a uma distância de aproximadamente 6300 km dos mesmos (uma distância muito considerável).
- os efeitos elétricos produzidos pelas cargas adquiridas pela Terra em pontos de observação em sua superfície decaem não com a distância mas sim com o quadrado desta, de forma que tais efeitos mostram-se totalmente desprezíveis nos citados pontos, sendo a Terra, portanto, essencialmente "neutra" para estes observadores.

Dos itens expostos conclui-se que, essencialmente, não haverá carga remanescente em objetos (condutores) que, inicialmente carregados e mantidos longe de outros objetos carregados, encontrem-se, então, aterrados, e que a Terra mostra-se essencialmente neutra à estes observadores mesmo após receber ou ceder cargas elétricas aos citados referenciais.
A Terra satisfaz, por excelente aproximação, a todos os requisitos na definição de um terra elétrico, sendo portanto excelente aproximação de um terra elétrico para a grande maioria dos fenômenos elétricos que ocorrem em sua superfície (ou acima dela).
Vale ressaltar que, em acordo com a definição, um corpo condutor inicialmente carregado e afastado de outros corpos também eletricamente carregados tornar-se-á eletricamente neutro ao entrar em contato com o terra elétrico. Entretanto, se houver um corpo eletricamente carregado (um indutor) próximo ao condutor aterrado, este não ficará neutro em virtude de um fenômeno elétrico conhecido por Eletrização por indução, fenômeno no qual o terra elétrico mostra-se, agora, indispensável para se carregar o corpo aterrado (o induzido), que no caso da eletrização por indução encontrar-se-ia, antes, neutro.

## Condutor de proteção (ou fio-terra)

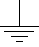
Símbolo de terra

É o condutor elétrico (fio ou cabo) cuja função é conectar à Terra - ou seja, ao terra elétrico - todos os dispositivos que precisarem utilizar seu potencial como referência ou valer-se de suas propriedades elétricas.
O fio terra, uma vez que encontra-se sempre neutro e (teoricamente) presente em todo circuito elétrico, é sempre tomado como ponto de referência para a medida de potenciais, sendo a ele atribuído, então, o potencial de zero volts. A necessidade de tal referência fundamenta-se no fato físico de não haver, a rigor, sentido no termo "potencial elétrico de um ponto", pois, em Física, define-se apenas  a diferença de potencial (ddp) entre dois pontos.
Ao falar-se em potencial de um ponto subentende-se implicitamente a diferença de potencial entre o ponto em questão e um ponto de referência previamente escolhido, ao qual usualmente atribui-se o potencial de zero volts. A rigor qualquer ponto do circuito pode ser tomado como referência para a medida de potenciais dos demais pontos, mas, visivelmente, o terra elétrico é, em praticamente todos os casos, a melhor opção.
Em sistemas de potência, o terra possui as funções de:
- Referência elétrica para a tensão,
- Referência para sistemas de proteção,
- Escoamento de excesso de carga (e energia), proveniente de sobrecargas e sobretensões (através de supressores de surto),
- Proteção de pessoal e equipamentos, por equipotencialização do solo,
- Transmissão de energia em modo monopolar, como em transmissão em corrente contínua ou distribuição rural.

Diz-se que um dispositivo está "aterrado" quando está conectado ao condutor designado à função de aterramento - o terra do circuito.
O termo terra é, às vezes, usado como sinônimo de referencial de um circuito, embora nesse caso não haja conexão direta ao solo. Ou seja, nem todo terra elétrico tem, de fato, contato com a Terra. Este é o caso do terra de circuito eletrônico, ou um automóvel, ou de uma embarcação aquática ou aérea, onde o terra se constitui na estrutura eletricamente condutiva, onde as pessoas se apoiam, põe os pés ou entram em contato.

## Massa
É qualquer corpo condutor de eletricidade que não tenha necessariamente função elétrica no circuito, sendo normalmente conectado ao terra por motivos de segurança.

## Sistemas
Um sistema de aterramento é um conjunto de condutores enterrados, cujo objetivo é realizar o contato entre o circuito e o solo com a menor impedância possível. Os sistemas mais comuns são hastes cravadas verticalmente, condutores horizontais ou um conjunto de ambos.
A forma de aterramento mais completa é a malha de terra, composta de condutores horizontais formando um quadriculado, com hastes cravadas em pontos estratégicos. As malhas são amplamente usadas em subestações. Além das funções descritas anteriormente, as malhas de terra devem assegurar que os níveis de tensão de toque e de passo sejam inferiores ao risco de morte por choque.
O copperweld é um material típico em sistemas de aterramento, consistindo em uma alma de aço revestida por uma camada de cobre. Como formas de conexão são usadas conexões mecânicas e soldas de campo, estas sendo as mais recomendadas.
Um aterramento bem projetado possui uma impedância típica entre um e dez ómios (ou ohms), encontrando-se em grandes subestações valores bem abaixo de um ómio. Em certas locações, como em solos muito secos ou rochosos, é praticamente impossível alcançar estes valores, no qual o projetista deve conviver e traçar alternativas.
A resistência de aterramento é muito dependente da constituição do solo, sua umidade e temperatura, portanto pode apresentar grandes variações ao longo do ano. Ainda, pressões devido a equipamentos pesados e até abalos sísmicos podem romper os cabos do sistema de aterramento, sendo necessário inspeções regulares.
A resistência de aterramento também pode apresentar variações de acordo com a frequência e intensidade das correntes injetadas, como por exemplo, para correntes de corrente contínua, a frequência industrial ou a alta frequência, comunente presentes em descargas atmosféricas. Níveis elevados de energia em um aterramento pode provocar fenômenos de ionização do solo (havendo similaridade ao efeito corona), além do aquecimento natural dos cabos e das juntas.

## Esquemas
Segundo a norma brasileira NBR 5410 - Instalações elétricas de baixa tensão - e a norma internacional IEC 60364 - Electrical Installations for Buildings - dependendo da maneira como um sistema é  aterrado e qual é o dispositivo de proteção utilizado, os esquemas de  aterramento em baixa tensão são classificados em três tipos:
- Esquema TN

- Esquema TT
- Esquema IT

Onde:
Primeira letra – Situação do neutro em relação à terra:
- T = um ponto diretamente aterrado;
- I = isolação de todas as partes vivas em relação à terra ou aterramento de um ponto por meio de uma alta impedância;

Segunda letra – Situação das massas da instalação elétrica em relação à terra:
- T = massas diretamente aterradas, independentemente do aterramento eventual de um ponto da alimentação;
- N = massas ligadas ao ponto da alimentação aterrado (em corrente alternada, o ponto aterrado é normalmente o ponto neutro);

Outras letras (eventuais) – Disposição do condutor neutro e do condutor de proteção:
- S = funções de neutro e de proteção asseguradas por condutores distintos;

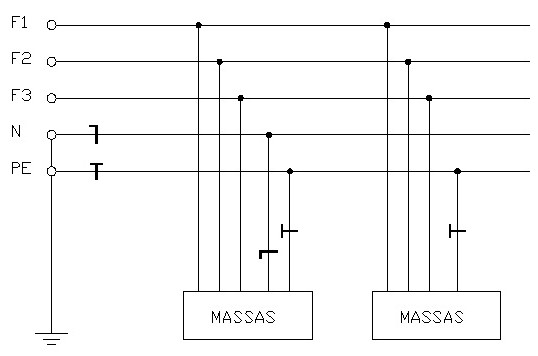
Esquema de aterramento TN-S

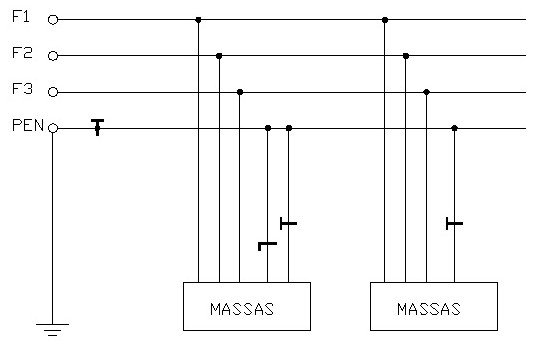
Esquema de aterramento TN-C

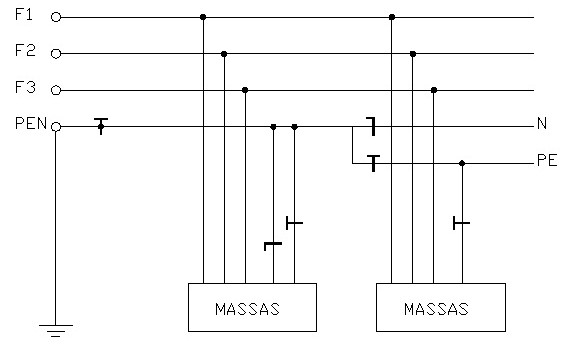
Esquema de aterramento TN-C-S

- C = funções de neutro e de proteção combinadas em um único condutor (PEN: condutor de proteção e neutro).

### Esquema TN
O esquema TN neutro da fonte é diretamente aterrado, sendo as massas ligadas a esse ponto através de condutores de proteção. Pode ser de três tipos: 
- TN-S - Esquema em que os condutores de proteção elétrica (terra) e neutro encontram-se conectados em um mesmo ponto na alimentação do circuito, porém distribuídos de forma independente por toda a instalação. Este é o esquema amplamente recomendado pelas principais normas internacionais para residências, escritórios e instalações prediais em geral.
- TN-C-S - Esquema em que os condutores de proteção elétrica (terra) e neutro encontram-se conectados em um mesmo ponto na alimentação do circuito e distribuídos em parte da instalação por um único condutor (que combina as funções de neutro e terra) e em outra parte desta mesma instalação através de dois condutores distintos.
- TN-C - Esquema em que os condutores de proteção elétrica (terra) e neutro encontram-se conectados em um mesmo ponto na alimentação do circuito e distribuídos por um único condutor, combinando as funções de neutro e terra por toda a instalação.

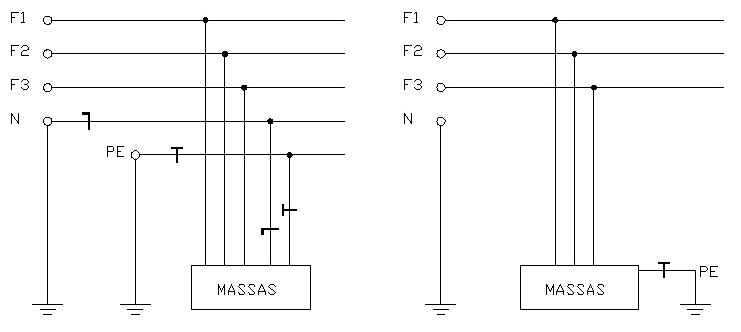
Esquema de aterramento TT

### Esquema TT
Possui o neutro diretamente aterrado, estando as massas da instalação ligadas a um eletrodo de aterramento independente eletrodo de aterramento do neutro. Desta forma as massas do sistema elétrico estão aterradas em um eletrodo de aterramento eletricamente distinto do eletrodo de aterramento da alimentação. Neste esquema é imprescindível a utilização de DPSs e DRs na instalação elétrica. Não recomendado para residências, escritórios ou locais semelhantes. 

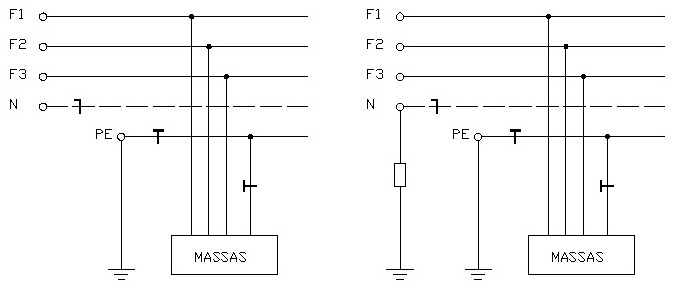
Esquema de aterramento IT

### Esquema IT
O neutro é isolado da terra ou conectado através da inserção de uma impedância de valor elevado (resistência ou indutância). As massas são aterradas em eletrodos de aterramento distintos do eletrodo de aterramento da alimentação ou em um eletrodo comum para todas elas ou ainda partilhar do mesmo eletrodo de aterramento da alimentação, porém não passando pela impedância. 

## Necessidade
As cargas elétricas podem ser negativas ou positivas e sempre procuram um caminho para encontrar cargas contrárias. A circulação  dessas cargas elétricas, através de uma conexão à terra, evita que a corrente elétrica circule pelas pessoas, evitando que elas sofram choques elétricos. A existência de um adequado sistema de aterramento também pode minimizar os danos em equipamentos, em casos de curto-circuitos.
Todo circuito elétrico bem projetado e executado deve ter um sistema de aterramento. Um sistema de aterramento adequadamente projetado e instalado minimiza os efeitos destrutivos de descargas elétricas (e eletrostáticas) em equipamentos elétricos, além de proteger os usuários de choques elétricos.
Para isto, as tomadas são dotadas de três pinos, dois dos quais são fases ou fase e neutro, e o terceiro, isolado dos primeiros, é o terra. O aspecto físico varia conforme o padrão. Nos Estados Unidos, o padrão é dois pinos chatos e paralelos (fase e neutro) e um pino redondo (terra). Em Portugal, usa-se o padrão alemão em que dois pinos são redondos (fase e neutro) e nos topos há o contacto com a metalização terra. No Brasil, é utilizado um padrão baseado na norma IEC 60906-1, também com todos os pinos redondos, embora diferente do padrão europeu.

## Análise comparativa de funcionalidades
Atualmente verificam-se diversos equívocos no uso do aterramento elétrico, por exemplo, o uso de aterramento elétrico isolado (esquema TT), que representa um risco claro à vida dos usuários da instalação e, que também coloca em risco os equipamentos. Este esquema de aterramento deve ser utilizado apenas em situações particulares, tais como em locais onde há uma atmosfera inflamável, potencialmente explosiva, e ainda assim com várias restrições e ressalvas.
A ABNT NBR 5410 prevê o uso de diversos tipos de aterramento, gerando possibilidade de confusão por parte dos projetistas. Como um aspecto interessante, o esquema TT, previsto pela norma brasileira, é, por exemplo, proibido nos Estados Unidos.
Para que um sistema TT se transforme no esquema TN-S, basta que um condutor de proteção (ou fio terra), conectado ao neutro somente na entrada da alimentação, interligue todos os aterramentos que antes estavam isolados.
Quanto à incidência de descargas atmosféricas, é relativamente fácil verificar que o esquema TT tem fraco desempenho, pois inerentemente faz surgir perigosas diferenças de potencial. O esquema TT é consideravelmente vulnerável diante da presença de potenciais de surtos atmosféricos que se propagam por ação direta ou induzida de descargas.
Uma eventual diferença de potencial entre neutro e aterramento isolado é subitamente trazida para o interior das fontes de alimentação dos equipamentos eletro-eletrônicos representando considerável possibilidade de queima desse. Vê-se, então, porque é bastante comum a queima de equipamentos em instalações que fazem uso de aterramento elétrico isolado, em dias de trovoadas.
A solução está em inicialmente unir os aterramentos formando um único sistema desses, caracterizando o esquema TN-S.
Lembrando que este procedimento não equivale a conectar o condutor neutro ao condutor de proteção (fio terra) diretamente na tomada, erro muito comum que também agrava os riscos decorrentes da utilização das instalações elétricas.